# Кузь Олена Атанасіївна
Олена (Ярина, Ірена, Єрина) Атанасіївна Кузь (нар. 8 червня 1894, с. Банилів, Буковина — † р. с. невідомий) — кадет-аспірант кінного відділу УСС.

## Життєпис

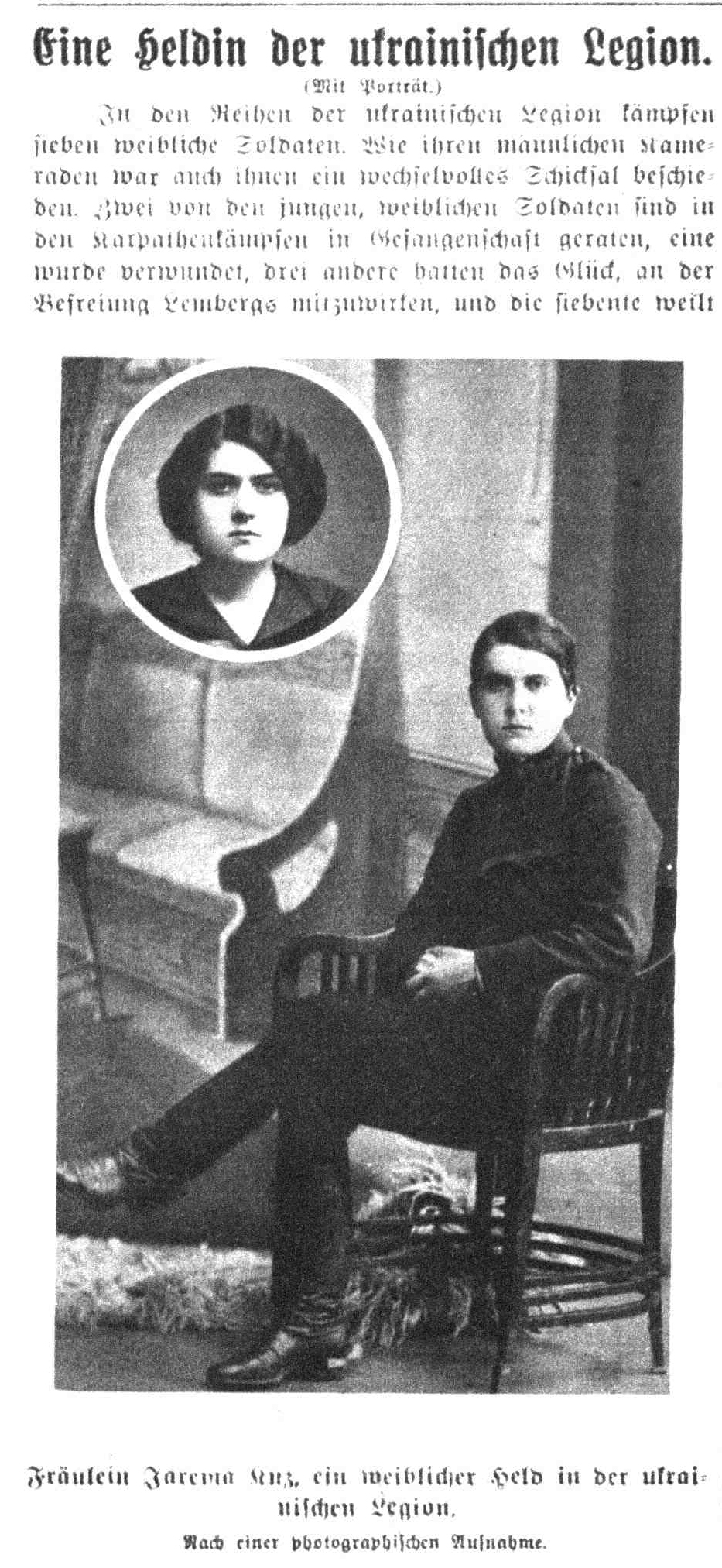
Олена Кузь

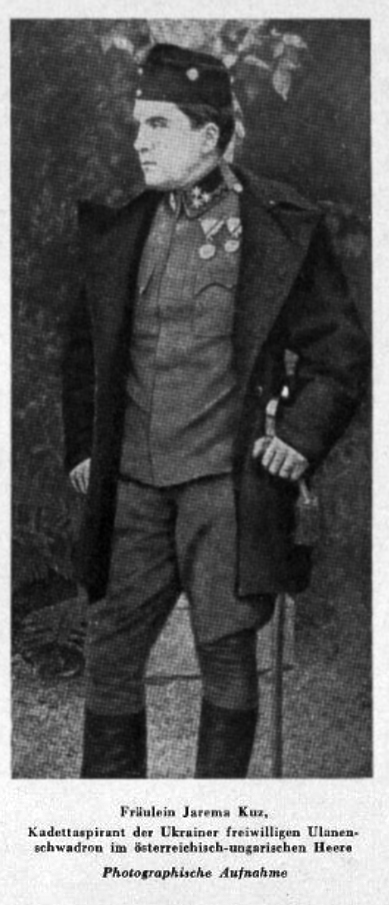
Олена Кузь

Погруддя Олени Кузь в с. Банилів

Народилася в селі Банилів Руський повіт Вашківці (тепер село Банилів Вижницького р-ну Чернівецької області) в родині сільського господаря Атанасія Кузя та Ірини Іванівни, уродженої Курилюк. Батько згодом став працювати кондуктором залізничної станції Вижниця, старшим кондуктором залізничної станції Чернівці, на початку війни був ув'язнений без суду в концтаборі Талєргоф, де загинув від тифу 14.03.1915 р.
Закінчила учительську семінарію та вищу торговельну школу в Чернівцях, де мешкала з батьками в будинку 499, а згодом № 474 на передмісті Клокічка. 
Улітку 1914 р. приїхала до Відня, щоб продовжити студії в торговельній академії. Відразу після початку Першої світової війни стала на службу в Червоному Хресті, доглядаючи поранених у військових шпиталях. Через 3 місяці зголосилася до віденської станиці Українських Січових Стрільців як однорічний доброволець, вирушивши на фронт після шеститижневого вишколу в стрілецькій кадрі. Присягу зложила в складі 2-ї сотні УСС 1 лютого 1915 у Відні. 
Невдовзі перейшла в відділ кінноти УСС (командир ріттмайстер Е. Фаркаш), в якому воювала в Закарпатті та в Галичині, зокрема, в боях за звільнення Львова. На початку травня 1915 р. брала участь в боях за гору Маківка. У наступі прорвалася до російського скоростріла й однією ручною гранатою знищила його разом з обслугою. За бої під Маківкою іменована старшою десятницею та нагороджена  срібною медаллю хоробрості. 
Двічі важко поранена, вдруге 14 серпня 1915 р., коли уламок російської гранати розтрощив їй два ребра з лівого боку. 26.08.1915 р. перенесла важку операцію в шпиталі в Будапешті, 10.09.1915 р. прибула на лікування до шпиталю цісаревої Єлизавети у Відні. Після одужання та демобілізації повернулася в Чернівці, де працювала цивільним службовцем на залізниці. Під час третьої російської окупації Буковини в 1916 р. була евакуйована до Відня, де мешкала в своєї сестри Василини, подальша її доля невідома.
Ставлення буковинців до Олени Кузь влучно схарактеризоване словами Омеляна Поповича: «Наша звісна героїня пані Кузівна». 
У літературі іменується також як Ярема Кузівна, Олена Кусий, Helena, Jarema або Jerema Kuz.

## Вшанування
Стала героїнею в народній пісні «В дев‘ятсот штирнастім році, як жнива зачались».
У рідному селі Олени Кузь - Банилові 14 жовтня 2014 року, на подвір'ї місцевої школи, їй встановлено погруддя. 
Також одна з вулиць Банилова носить ім'я Олени Кузь. 